# حركة توحيدية
الحركة التوحيدية المعروفة أيضًا باسم الكنيسة التوحيدية هي حركة دينية عالمية جديدة يُدعى أعضاؤها أحيانًا باسم ’المونيين أو المونيز’. تأسست هذه الحركة رسميًا عام 1954 باسم جمعية الروح المقدسة من أجل توحيد المسيحية العالمية في سول عاصمة كوريا الجنوبية على يد الزعيم الديني ورجل الأعمال الكوري سون ميونغ مون (1920 – 2012) المعروف أيضًا بنشاطه في المجالات الاجتماعية والسياسية. في عام 1994 استبدل مون جمعيته القديمة بمنظمة جديدة اسمها الاتحاد العائلي للسلام العالمي والتوحيد.
تعتمد عقائد الحركة التوحيدية على كتاب المبدأ الإلهي لمون، والذي يختلف عن تعاليم مسيحية نيقية في نظرتها إلى المسيح وتقديمها لمفهوم ’الضمان الديني’. تشتهر هذه الحركة بطقوسها المميزة مثل ’المباركة’ أو طقوس الأعراس الجماعية. تقيم الحركة أيضًا طقوسًا جنائزية مميزة لأعضائها.
أثارت الحركة التوحيدية عددًا من القضايا الجدلية، حتى أنها دُعيت بـ «الجماعة الدينية الخطرة». انتقد تعاليمها ومعتقداتها كل من المفكرين اليهود والمسيحيين. تعرضت الحركة للانتقاد بسبب انخراطها في السياسة، إذ تشمل توجهاتها السياسية معاداة الشيوعية والدعوة إلى توحيد شبه الجزيرة الكورية.
أسست الحركة التوحيدية وأعضاؤها -كما أنهم يملكون ويدعمون- عددًا من المنظمات المترابطة، من ضمنها تلك التعليمية والسياسية والتجارية وغيرها من المنظمات.

## المعتقدات
تعتبر الحركة التوحيدية واحدة من عدد قليل من الحركات الدينية الجديدة التي تقدم وجهة نظرها الخاصة حول النصوص الدينية. يعتبر كتاب المبدأ الإلهي أو توضيح المبدأ الإلهي المرجع اللاهوتي الأساسي لهذه الحركة. اشترك في كتابته كل من سون ميونغ مون وتلميذه هيو وونيو، ونُشر للمرة الأولى عام 1966. تُرجم هذا الكتاب إلى الإنجليزية لتُنشر النسخة المترجمة منه عام 1973.
يأخذ أتباع الحركة حقيقة العهدين القديم والجديد كنقطة بداية، بالإضافة إلى كتاب المبدأ الإلهي كنص إضافي يهدف إلى تفسير و «إكمال» هدف هذين الكتابين السابقين. عقد مون العزم على أن يستبدل بالأشكال العالمية المنتشرة من المسيحية نظرته الجديدة الموحدة، معلنًا عن نفسه مسيحًا جديدًا؛ معتبرًا أن المجيئ الثاني للمسيح حدث بالفعل. يعتبر متبعو مون أنه شخص منفصل عن المسيح، لكن مهمته الأساسية هي الاستمرار في عمل المسيح وإكماله بطريقة جديدًا تبعًا لكتاب المبدأ.
يصف كتاب المبدأ الإلهي صلب الفكر اللاهوتي للكنيسة التوحيدية، ويعتبره المؤمنون بهذه الديانة بمثابة النص المقدس. متبعًا صيغة اللاهوت الممنهج، يتضمن ما يلي: (1) هدف الرب من خلق الكائنات البشرية و (2) سقوط الإنسان و (3) البعث من جديد، وهي العملية التاريخية التي يعمل من خلالها الرب على إزالة الآثار الذميمة للسقوط ويبعث بالإنسانية مرة أخرى إلى العلاقة والموقع الذين أرادهما الرب منذ البداية.

### الباطنية الدينية
يعتبر البعض أن الحركة التوحيدية حركة دينية باطنية لأنها تبقي بعض مبادئها وعقائدها سرية على غير الأعضاء، وهي ممارسة توصف أحيانًا بـ «التضليل السماوي». في عام 1979، علق الناقدان تينغل وفوردايس قائلين: «كم يختلف انفتاح المسيحية عن الأسلوب الذي يتبعه الكاهن مون وأتباعه الذين يترددون في معظم الأحيان في الإفصاح عن كثير من مبادئهم الأساسية لعامة الشعب». منذ تسعينيات القرن العشرين، نُشر عدد كبير من النصوص التوحيدية التي كان يُنظر إليها سابقًا باعتبارها باطنة على المواقع الإلكترونية الرسمية للاتحاد العالمي للسلام العالمي والتوحيد.

### وجهة النظر حول المسيح
للمسيح أهمية كبيرة في تعاليم الحركة التوحيدية، على الرغم من أن وجهة نظر الحركة حوله تختلف عن نظرة مسيحية نيقية. أحد التعاليم التوحيدية الأساسية هو مبدأ سقوط البشرية التي لا يمكن بعثها وإعادتها إلى الرب إلا من خلال المسيح، والذي يأتي بهيئة آدم الجديد ليصبح زعيمًا جديدًا للجنس البشري بدلًا عن الآباء المخطئين، من خلالهم يمكن للبشرية أن تولد مرة أخرى في عائلة الرب. تبعًا لهذا الدين يكون يسوع هو المسيح، لكن إعدامه الباكر (قبل أن يتمكن من إنشاء عائلة) عنى أن دوره المسيحي كرأس للعالم الجديد عديم الخطيئة نُقل إلى مون.

في عام 1980، كتب عالم اللاهوت التوحيدي يونغ أون كيم:
«يعلم اللاهوت التوحيدي أن المسيح أتى لتأسيس مملكة السماء على الأرض. كما كتب القديس بولس، كان المسيح ليكون آدم الجديد الذي يعيد جنة عدن المفقودة. من أجل هذا الهدف اختار اثني عشر رسولًا، ممثلًا قبائل إسرائيل الأصلية الاثنتي عشر، وأرسل سبعين رسولًا، ممثلين أمم العالم السبعين. مثل يوحنا المعمدان، أعلن المسيح أن مملكة الجنة المنتظرة كانت قريبة (إنجيل متى 4:17). عين الرب المسيح ممثله على الأرض بهدف إخضاع الشيطان وتخليص البشر من الخطيئة الأصلية وتحريرهم من قوى الشر. تضمنت مهمة المسيح التحرر من الخطيئة ورفع البشرية إلى مرحلة الكمال. كانت غايته إحلال مملكة السماء في عالمنا بمساعدة رجال مليئين بالحقيقة والحب الإلهيين. هدف المسيح إلى إعادة جنة عدن، مكان الفرح والجمال الذي تنعم فيه العائلات الحقيقية للآباء المثاليين مع الرب بعلاقة مليئة بالحب».
انتُقدت وجهة نظر الحركة التوحيدية حول المسيح من قبل الكاتبين وعلماء اللاهوت المسيحيين. في كتابهما المهم مملكة الطوائف (المنشور للمرة الأولى عام 1966)، يختلف والتر رالستون مارتن ورافي كي. زاكارياس مع كتاب المبدأ الإلهي حول مسائل ألوهية المسيح والولادة العذرية للمسيح وإيمان الكنيسة التوحيدية بأن المسيح كان يجب أن يتزوج والقيامة الحرفية للمسيح بالإضافة إلى العودة الثانية الحرفية. يضيفان قائلين «مون يجعل من جميع البشر متساوين في ’القداسة’ للمسيح، وبالتالي يوجه ضربة لتميز المسيح».

يرد المبدأ الإلهي على هذه الانتقاد بما يلي:
«ليس هناك قيمة أكبر من قيمة الشخص الذي حقق مثالية الخلق. هذه هي أهمية المسيح، الذي وصل بالتأكيد إلى أعلى مكانة ممكنة. إن الاعتقاد المسيحي التقليدي بألوهية المسيح منطقي لأن المسيح -باعتباره إنسانًا مثاليًا- متحد مع الرب بشكل كامل. بالتالي يكون التأكيد على أن المسيح ليس إلا رجلًا أتم هدف الخلق لا يقلل من أهمية المسيح بأي شكل من الأشكال».
كتب عالم اللاهوت التوحيدي يونغ أون كيم، كما يعتقد عدد من أعضاء الحركة التوحيدية، أن زكريا كان والد المسيح، وذلك اعتمادًا على أعمال اللاهوتي المسيحي الإنجليزي في التراث البروتستانتي الليبرالي لزلي ويذرهد.

### العلم
ذُكرت العلاقة بين الحركة التوحيدية والعلم بشكل متكرر في وسائل الإعلام وفي مدونات علماء الدين. يدعو المبدأ الإلهي إلى التوحيد بين الدين والعلم: «كان الدين والعلم -كل منهما في مجاله الخاص- طريقتي البحث عن الحقيقة بهدف التغلب على الجهل والوصول إلى المعرفة. في النهاية، يجب أن يجتمع طريق العلم مع طريق الحقيقة وتُحل مشاكلهما في مبادرة واحدة موحدة؛ يجب أن يتطور جانبا الحقيقة الداخلي والخارجي بانسجام كامل».
في سبعينيات وثمانينيات القرن العشرين، دعمت الحركة التوحيدية المجلس الدولي لتوحيد العلوم بهدف تفعيل مفهوم توحيد العلم والدين. ذكرت وسائل الإعلام الأمريكية أن المؤتمرات كانت أيضًا محاولة لتحسين الصورة الشعبية الجدلية للكنيسة التوحيدية. جمع المجلس الأول الذي عُقد في عام 1972 عشرين مشاركًا؛ في حين جمع المجلس الأكبر -المعقود في العاصمة الكورية الجنوبية سول عام 1982- 808 مشاركين من أكثر من 100 دولة.